# XFrames
XFrames — это XML-формат построения и организации веб-документов вместе в одну страницу посредством использования фреймов. Как и обычные HTML-фреймы, XFrames находят применение в задачах, когда необходимо заставить прокручиваться один документ, в то время как остальные части страницы, такие как боковые меню и колонтитулы, будут оставаться на своих местах. XFrames могут быть полезны для тех веб-дизайнеров, которые, модифицируя один документ, хотят отобразить изменения на всех страницах фреймового документа.
Основное преимущество следующего поколения фреймов заключается в том, что были решены некоторые ключевые проблемы, присущие стандартной фреймовой модели.
Несмотря на то, что стандарт находится на стадии рабочего проекта, XFrames должны заменить традиционные фреймы.

## Отличия от HTML-фреймов
Традиционные HTML-фреймы, которые были введены в HTML 4.0, были полезны своей способностью компоновать несколько страниц в одном веб-документе. Однако возникал ряд проблем, связанных с реализацией таких документов, поэтому из стандарта W3C XHTML 1.1 стандартные фреймы были исключены. Ожидается, что XFrames сможет решить некоторые из них:
- кнопка назад работает не так, как пользователь может интуитивно ожидать
- невозможно сохранить конкретный документ в закладки или отправить кому-то ссылку на него
- если документы обновляются, то может случиться ситуация, когда пользователь имеет разные версии частей документа
- реакция на клавиши «Page Up» и «Page Down» зависит от того, в каком из фреймов документа находится фокус
- уязвимость с безопасности, так как пользователь не знает, на какой именно странице он сейчас находится
- Так как фреймовая модель поддерживается не всеми агентами, а необходимый тег <noframes> зачастую отсутствует в реализации, то такие агенты (например, поисковые системы) не могут произвести рендер страницы правильно, что означает невозможность правильной поисковой оптимизации.

XFrames решает проблему сохранения страницы в закладки путём кодирования нужного семейства фреймов в URI.

## Реализация XFrames
Как и другие языки разметки, XFrames реализуется посредством некоторого числа тегов и их атрибутов.
Ниже представлен один из простых примеров:
```
<frames
 
xmlns=
"http://www.w3.org/2002/06/xframes/"
>

   
<head>

      
<title>
Home
 
Page
</title>

      
<style
 
type=
"text/css"
>

         
#header
 
{height:
 
150px;
 
}

         
#footer
 
{height:
 
50px;
 
}

         
#nav
 
{width:
 
15%;
 
}

      
</style>

   
</head>

   
<group
 
compose=
"vertical"
>

      
<frame
 
xml:id=
"header"
 
source=
"banner.xhtml"
/>

      
<group
 
compose=
"horizontal"
>

	 
<frame
 
xml:id=
"main"
 
source=
"news.xhtml"
/>

	 
<frame
 
xml:id=
"nav"
 
source=
"nav-menu.xhtml"
/>

      
</group>

      
<group
 
compose=
"vertical"
>

         
<frame
 
xml:id=
"footer"
 
source=
"disclaimer.xhtml"
/>

      
</group>

   
</group>

</frames>

```

Тег <frames> говорит о том, что данный документ представлен фреймовой моделью. В традиционных фреймах это аналог <frameset>. Как и в XHTML и HTML, тег <head> содержит мета-информацию, которая преимущественно используется для описания документа и поисковой оптимизации. Внутренний тег <style> используется для включения стилей CSS. Тег <group> группирует один или несколько фреймов вместе. Также может быть указан соответствующий стиль. Если же стиль не указан, то необходимо задать атрибут compose, который показывает способ компоновки элементов. Наконец, тег <frame> служит указателем на элемент для вставки, который задаётся через URL посредством атрибута source.

## Статус XFrames
Вторая версия рабочего проекта была выпущена 15 октября 2005 и описывала дальнейшие планы по реализации. Однако до сих пор XFrames имеет статус рабочего проекта и нет никаких известий о том, когда он станет Рекомендацией W3C.